# 庾曼倩
庾曼倩（?—?），字世华，南陽郡新野县（今河南省新野县）人，南朝梁官员、学者，庾诜之子。
庾曼倩年轻时有声誉，湘東王蕭繹（梁元帝）担任荊州刺史，辟庾曼倩为主簿，转任中录事。後来转任諮議参軍。所著書有《丧服仪》、《文字体例》、《庄老义疏》，又注《算经》、《七曜历术》。自撰文章，共九十五卷。其子庾季才。